# Aek Paing
Aek Paing is een bestuurslaag in het regentschap Labuhan Batu van de provincie Noord-Sumatra, Indonesië. Aek Paing telt 7030 inwoners (volkstelling 2010).